# Herman-de-Coninck-Preis
Der Herman-de-Coninck-Preis (Herman de Coninckprijs) ist ein flämischer Literaturpreis für Poesie. 
Der Preis besteht seit 2007 und wird jährlich in der landesweiten Poesiewoche auf dem Gedichtetag (Gedichtendag) in Antwerpen in drei Kategorien verliehen: Prämiert werden 
- (1.) der beste im Vorjahr erschienene Gedichtband,
- (2.) das beste Poesiedebüt sowie
- (3.) das beste Gedicht.

Die Preise werden durch die Vereinigung boek.be zuerkannt. Das Preisgeld wird durch die Provinz Antwerpen zur Verfügung gestellt.
Der Gewinner für den besten Gedichtband erhält ein Preisgeld von 6000 Euro (Stand 2017), das beste Debüt wird mit einem Geldpreis von 1000 Euro bedacht. Das beste Gedicht wird durch das Votum des Publikums von Radio 1 (Flandern), dem TV-Sender Canvas sowie der Zeitung De Standaard ermittelt. Als Preis für den Sieger wird das beste Gedicht auf Plakate gedruckt und kostenlos in den (ca. 160) Buchläden des Landes verteilt.

## Name des Preises
Der Name des Preises soll an das Leben und das Werk des Dichters, Journalisten und Essayisten Herman de Coninck (1944 bis 1997) erinnern, der in der belgischen Bevölkerung als der Mann verehrt wird, der dem Volk das Gedichtelesen lehrte (de man die zijn volk poëzie leerde lezen). 

## Preisträger
| Jahr | Bester Gedichtband                            | Bestes Gedichtband-Debüt                        | Bestes Gedicht (laut Votum des Publikums)                                 |
| 2025 | Maaike de Wolf - De dansvloer is van iedereen | nicht verliehen                                 | nicht verliehen                                                           |
| 2024 | Robin Block - Handleiding voor Ontheemden     | nicht verliehen                                 | nicht verliehen                                                           |
| 2023 | Alara Adilow - Mythen en stoplichten          | nicht verliehen                                 | nicht verliehen                                                           |
| 2022 | Tijl Nuyts - Vervoersbewijzen                 | nicht verliehen                                 | nicht verliehen                                                           |
| 2021 | Alfred Schaffer - Wie was ik                  | nicht verliehen                                 | nicht verliehen                                                           |
| 2020 | Eva Gerlach - Oog                             | nicht verliehen                                 | Eva Gerlach - Veld                                                        |
| 2019 | Radna Fabias - Habitus                        | nicht verliehen                                 | Radna Fabias - Ik zoek je in de stad                                      |
| 2018 | Ester Naomi Perquin - In inkt gewassen        | nicht verliehen                                 | nicht verliehen                                                           |
| 2017 | Peter Verhelst - Zing zing                    | Hannah van Binsbergen - Kwaad gesternte         | Peter Verhelst - Als je geen contact meer hebt met de dingen              |
| 2016 | Ruth Lasters - Lichtmeters                    | Charlotte Van den Broeck - Kameleon             | Jeroen Theunissen - Kijk naar de daken, kind uit Hier woon je             |
| 2015 | Peter Verhelst - Wij totale vlam              | Runa Svetlikova - Deze zachte witte kamer       | Maud Vanhauwaert - Er komt een vrouw naar mij toe uit Wij zijn evenwijdig |
| 2014 | Paul Bogaert - Ons verlangen                  | nicht verliehen                                 | Max Temmerman - Beesten uit Bijna een Amerika                             |
| 2013 | Annemarie Estor - De oksels van de bok        | Michaël Vandebril - Het vertrek van Maeterlinck | David Troch - gezel uit buiten westen                                     |
| 2012 | Paul Demets - De bloedplek                    | Y.M. Dangre - Meisje dat ik nog moet            | Paul Demets - Zonnehemel uit De bloedplek                                 |
| 2011 | Marc Tritsmans - De studie van de schaduw     | Annemarie Estor - Vuurdoorn me                  | Marc Tritsmans - Uitgesproken uit De studie van de schaduw                |
| 2010 | Paul Bogaert - de Slalom soft                 | Andy Fierens - Grote smerige vlinder            | Roel Richelieu Van Londersele - Mats uit Tot zij de wijn is               |
| 2009 | Peter Verhelst - Nieuwe sterrenbeelden        | Willem van Zadelhoff - Tijden en landen         | Luuk Gruwez - Moeders uit Lagerwal                                        |
| 2008 | Miriam Van hee - Buitenland                   | Geert Jan Beeckman - Diep in het seizoen        | Miriam Van hee - zomereinde aan de leie uit Buitenland                    |
| 2007 | Charles Ducal - In inkt gewassen              | Els Moors - Er hangt een lucht boven ons        | Joke van Leeuwen - Andermans hond                                         |